# Partizanski kalendar
PARTIZANSKI KALENDAR, prvi kalendar na srpskom jeziku u Mađarskoj nakon Drugog svjetskog rata. Objavljen je ćirilicom u Pečuju 31. siječnja 1945. godine u redakciji dr Svetozara Lastića. Izdala ga je "Srp(ska) Pravosl(avna) Crkvena Opština" za prostu, 1945. godinu.
Izvor: "Narodni kalendar / Народни календар / Ljudski koledar 1985", Demokratski savez Južnih Slavena u Mađarskoj, Budimpešta (str. 5; u izvoru se kaže "na srpskohrvatskom jeziku").